# Chris Redd
Christopher Jerell Redd (nacido el 25 de marzo de 1985) es un comediante, actor, escritor, rapero y cantante estadounidense. Después de varios años realizando stand-up, Redd fue contratado para unirse al elenco de la serie de comedia de NBC Saturday Night Live antes de la temporada 43 del programa en 2017, haciendo su debut junto a Heidi Gardner y Luke Null, y sirviendo como miembro del elenco durante cinco temporadas hasta 2022. Por su trabajo en el programa, ganó un premio Primetime Emmy a la mejor música y letras originales en 2018 por coescribir la canción de SNL "Come Back Barack". También es conocido por sus papeles en popstar: Never Stop Never Stopping (2016), Disjointed (2017-2018) y Kenan (2021-2022).

## Primeros años
Redd nació el 25 de marzo de 1985, en San Luis, Misuri, y se mudó a Naperville, un suburbio de Chicago, a la edad de ocho años. Según Redd, tenía una tartamudez infantil que superó aprendiendo a rapear. Asistió a escuelas de Naperville, incluidas la escuela secundaria Gregory y la escuela secundaria Neuqua Valley, y luego asistió a un colegio comunitario en Elgin, Illinois, donde tomó su primera clase de teatro de improvisación.

## Carrera
Redd siguió brevemente una carrera como rapero, pero cambió a la comedia después de darse cuenta de que disfrutaba de la comedia de improvisación. Tomó clases de comedia en Jokes & Notes, un club de comedia ahora cerrado en Chicago. Redd se unió al grupo de comedia The Second City y fue miembro de su compañía de gira. Se mudó a Los Ángeles en 2016 para continuar su carrera como actor e hizo su debut cinematográfico como Hunter the Hungry, un rapero clandestino, en el falso documental de 2016 popstar: Never Stop Never Stopping. Redd coprotagonizó la serie de comedia de Netflix de 2017-2018 Disjointed, en la que interpretó el papel de Dank, un stoner.
Después de una audición anterior fallida para Saturday Night Live, se anunció en septiembre de 2017 que Redd se había unido al elenco del programa para la temporada 43, junto con los recién llegados Heidi Gardner y Luke Null. En 2018, Redd ganó un premio Primetime Emmy a la mejor música y letras originales por escribir la canción "Come Back Barack", que lamentaba la salida del expresidente Barack Obama de la Casa Blanca y se emitió durante el episodio de Chance The Rapper el 18 de noviembre de 2017. El premio fue compartido con los coguionistas Kenan Thompson y Will Stephen, y el compositor Eli Brueggemann. Redd y Gardner ascendieron al estado de repertorio en 2019, antes de la temporada 45 de SNL. Sus imitaciones de celebridades en el programa incluyeron al senador estadounidense Cory Booker, Kanye West, Sterling K. Brown y el alcalde Eric Adams. Redd dejó SNL en 2022, después de la temporada 47 del programa.
El álbum debut de comedia de Redd, But Here We Are, fue lanzado por Comedy Central Records en marzo de 2019. Entre 2021 y 2022, Redd coprotagonizó la serie de televisión de comedia Kenan, junto a su compañero de reparto de SNL, Kenan Thompson. Sus papeles actuales en ambos programas resultaron en viajes frecuentes entre la ciudad de Nueva York, donde se filmó SNL, y Los Ángeles, donde se filmó Kenan. Redd apareció en la película de 2023 Spinning Gold como Frankie Crocker, un disc jockey de la primera estación de radio de música negra en Nueva York. Otros proyectos recientes incluyen la serie de comedia Bust Down, producida por Lorne Michaels, en la que Redd interpreta a un empleado de casino descontento, y un especial de comedia en HBO Max.

## Vida personal
En octubre de 2022, Redd fue agredida por un agresor desconocido afuera de un club de comedia en Nueva York. Luego lo llevaron al hospital y luego le dieron el alta.

## Otras actividades
En junio de 2020, Redd y su exalumna de The Second City, Lisa Beasley, recaudaron más de $360 000 en GoFundMe para cubrir los costos médicos de los manifestantes por la justicia racial que habían contraído COVID-19. Después de que el director ejecutivo de Second City , Andrew Alexander, renunció durante el mismo mes por acusaciones de racismo institucional dentro del grupo, Redd y otros 18 exalumnos negros y empleados actuales firmaron una carta abierta pidiendo una investigación independiente sobre las acusaciones.

## Filmografía

### Película
| Año  | Título                             | Papel                                     | Notas | Ref.   |
| ---- | ---------------------------------- | ----------------------------------------- | ----- | ------ |
| 2016 | Popstar: Never Stop Never Stopping | Hunter the Hungry                         |       | [ 11 ] |
| 2017 | Handsome                           | Detective Gunner                          |       | [ 28 ] |
| 2018 | A Futile and Stupid Gesture        | Hombre negro escéptico                    |       | [ 29 ] |
| 2018 | Deep Murder                        | Jace                                      |       | [ 30 ] |
| 2019 | Joker                              | Maestro de ceremonias del club de comedia |       | [ 31 ] |
| 2020 | Scare Me                           | Carlo                                     |       | [ 32 ] |
| 2020 | Vampiros vs. el Bronx              | Andre                                     |       | [ 33 ] |
| 2023 | Spinning Gold                      | Frankie Crocker                           |       | [ 22 ] |
| 2023 | Candy Cane Lane                    | Gary                                      |       | [ 34 ] |

### Televisión
| Año       | Título                                   | Papel                    | Notas                                                         | Ref.   |
| --------- | ---------------------------------------- | ------------------------ | ------------------------------------------------------------- | ------ |
| 2014      | Chicago P.D.                             | Carl                     | Episodio: "Thirty Balloons"                                   |        |
| 2015      | Empire                                   | Roger                    | 2 episodios                                                   | [ 35 ] |
| 2016      | Lonely and Horny                         | Omar                     | 4 episodios                                                   | [ 11 ] |
| 2016      | Comedy Bang! Bang!                       | The Cleaning Crew Rapper | Episodio: "Krysten Ritter Wears a Turtleneck and Black Boots" | [ 36 ] |
| 2017      | Love                                     | Justin                   | 2 episodios                                                   | [ 37 ] |
| 2017      | Detroiters                               | Donut                    | Episodio: "Smilin' Jack"                                      | [ 38 ] |
| 2017      | Sofia the First                          | Singe (voz)              | Episodio: "The Royal Dragon"                                  | [ 5 ]  |
| 2017      | Wet Hot American Summer: Ten Years Later | Mason                    | 2 episodios                                                   | [ 39 ] |
| 2017–2018 | Disjointed                               | Steven "Dank" Dankerson  | 18 episodios                                                  | [ 7 ]  |
| 2017      | Comedy Central Stand-Up Presents         | Él mismo                 | Stand-up special                                              | [ 40 ] |
| 2017–2022 | Saturday Night Live                      | Él mismo/Varios          | Repertory player                                              | [ 14 ] |
| 2017      | Will & Grace                             | Alvin                    | Episodio: "Emergency Contact"                                 |        |
| 2018      | Teachers                                 | Darnell                  | Episodio: "For Poorer or Poorer"                              | [ 41 ] |
| 2019      | Star vs. the Forces of Evil              | Voces adicionales        | Episodio: "Junkin' Janna/A Spell with No Name"                | [ 42 ] |
| 2019      | Big Mouth                                | Voces adicionales        | 2 episodios                                                   | [ 42 ] |
| 2019      | Laff Mobb's Laff Tracks                  | Él mismo                 | Episodio: "Chris Redd Headlines"                              |        |
| 2021–2022 | Kenan                                    | Gary Williams            | Protagonista                                                  | [ 20 ] |
| 2022      | Bust Down                                | Chris                    | Protagonista; also co-creator, executive producer, and star   |        |
| 2022      | Los Simpson                              | Trevor McBride (voz)     | Episodio: "Girls Just Shauna Have Fun"                        |        |
| 2023      | Is It Cake?                              | Él mismo / Judge         | Episodio: "Winner Cakes All!"                                 |        |